# Santuccia Terrebotti
Santuccia Terrebotti o Carabotti (Gubbio, Úmbria, ca. 1237 - Roma, 1305) fou una monja benedictina, que reformà l'orde femení amb la congregació observant de les Serventes de Maria o Santucce. Venerada com a beata, no ha estat, però, beatificada oficialment.
Nascuda a Úmbria al si d'una família benestant, Santuccia es casà amb un home de la vila; van tenir una filla, Giulia, que morí jove. Els pares, aclaparats per la mort, decidiren de retirar-se de la vida mundana i, cadascú per separat, fer vida religiosa: mentre el pare es feu monjo a San Pietro, Santuccia, cap al 1260, formà una comunitat de monges a Gubbio, per a la qual construí la seu a un coll proper a la ciutat: el monestir de Santa Maria Maddalena. El va posar sota la Regla de Sant Benet i n'esdevingué abadessa; la comunitat seguia un estricte compliment de la Regla de Sant Benet, amb una major observança que d'altres: les comunitats que seguiren aquesta reforma observant, que aviat arribaren a 24, s'anomenaren Serventes de Maria i popularment foren conegudes com a santuccie o Ordo Santucciarum. Les constitucions de la congregació foren donades per l'abat Esperandéu de Gubbio.
En 1265, el nou abat Joan del monestir benedictí de San Pietro de Gubbio excomunicà Santuccia, a qui acusava de voler sostraure's de la seva jurisdicció espiritual i temporal. El papa Climent IV hi intervingué i decretà en 1265 que la comunitat de les Serventes de Maria depengués directament de la Santa Seu. Un document del 8 de juny de 1271 diu que en aquella data, la fundadora i un grup de monges van professar i acordaren que obeirien el bisbe Nicolà di Castello, a més de pagar-li anualment una xifra simbòlica (1 lliura).
La seva habilitat en la gestió va fer que els templers li oferisin el convent que tenien a Roma, a la Via Juliana; hi marxaren i s'establiren, formant el monestir de Santa Maria in Giulia (després Sant'Anna dei Funari). Morí en aquest monestir en 1305, en llaor de santedat. El culte que rebé, però, mai no es va confirmar oficialment.